# サンパン

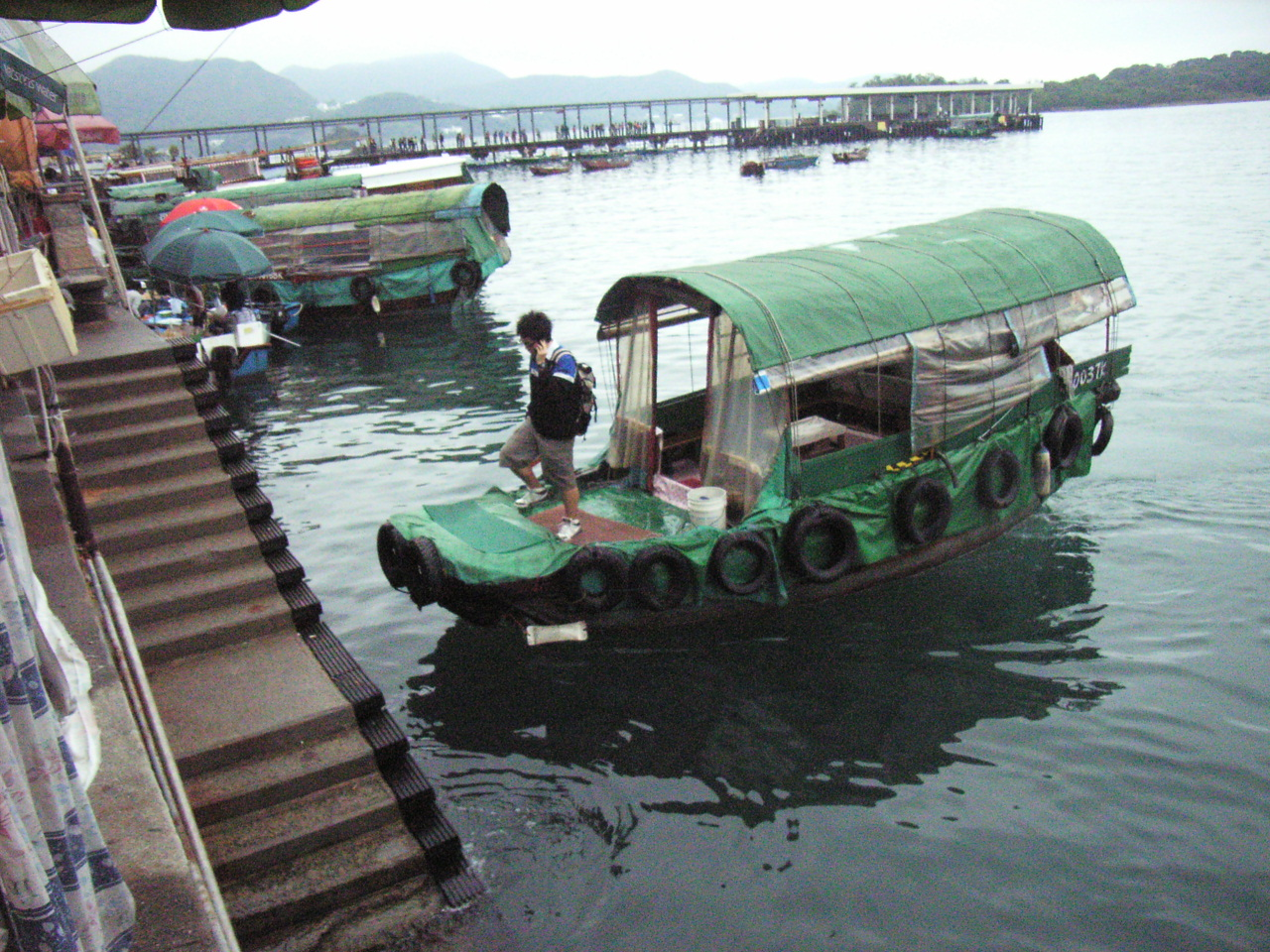
香港西貢のサンパン

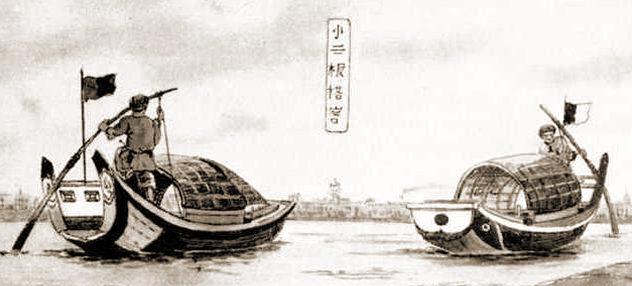
昔の上海市のサンパン

サンパン（広東語：舢舨、英語：Sampan）は、中国南部や東南アジアで使用される、平底の木造船の一種。

## 概要
三板は、港や川岸から比較的低速・安全に人や少量の荷物を輸送するのに適した形状に作られた、全長5m程度の小型船である。現在は香港や広東省の漁村でよく目にし、湾内でいわゆる水上タクシーとして客を対岸・水上レストラン・釣り場などに輸送したり、湾内観光などに用いられている。
ほかに、台湾の台南やマレーシア・インドネシア・ベトナムなど東南アジアの華僑・華人が多い漁港などでも使用されている。
従来は、船尾に取り付けた2-3mの長さの艪を手で操って進ませていたが、現在はエンジンを備えており、ある程度のスピードを出せるようになっている。また、木造に限らず、FRP（ガラス繊維強化不飽和ポリエステル樹脂）製のものも作られている。
また、従来はかまぼこ型の低い屋根を備えていたものが多かったが、現在は周りの見通しが利く、比較的高いテント屋根を備えているものに変わっている。

## 長崎のサンパン
中国との交流が盛んであった明治時代の長崎県長崎市でも、小型の通船をサンパンと呼んでいた。黒船に似た屋形を供え、舳先は尖って中国船のように彩色されていた。当地では深堀領主の発明と伝えられていた。山口県周南市のような瀬戸内の波の穏やかな湾内でも、モーター付きのサンパンと呼ばれる水上タクシーが戦後運行していた。

## 事故
- 1978年4月4日 - バングラデシュのサンドウィップ島にサイクロンが接近。岩塩を輸送していたサンパン約100隻が沈没して約1000人が行方不明となった[2]。

## 文学作品など
- 絵本
  - 小春久一郎:文、山本忠敬:絵『ちいさいサンパン』出版ワークス、2018年 - 港湾の中で働く小さい船「サンパン」の話